# Greta Lee
Greta Lee, född 7 mars 1983 i Los Angeles, är en amerikansk skådespelare.
Lee har bland annat medverkat i TV-serien The Morning Show. Hon har även medverkat i filmerna Spider-Man: Across the Spider-Verse och Past Lives.

## Filmografi (i urval)
- 2013–2014 – Girls (TV-serie)
- 2015 – Sisters
- 2018 – Spider-Man: Into the Spider-Verse
- 2021 – The Morning Show (TV-serie)
- 2023 – Spider-Man: Across the Spider-Verse
- 2023 – Past Lives
- 2023 – Doggy Style
- 2025 – A House of Dynamite
- 2025 – Late Fame